# Strofa stanisławowska
Strofa stanisławowska – strofa czterowersowa składająca się z wersów dziesięciozgłoskowych ze średniówką po sylabie piątej i ośmiozgłoskowych w porządku 10(5+5)/8/10(5+5)/8. Wersy o tej samej długości rymują się ze sobą (abab). Istnieje też wariant z wersami jedenastozgłoskowymi: 11(5+6)/8/11(5+6)/8. Typowa strofa stanisławowska wykazuje silną tendencję toniczną (przeplot wersów czteroakcentowych i trójakcentowych), a nawet sylabotoniczną (daktyliczną). Strofa wzięła swoją nazwę od epoki, w której była najczęściej stosowana, czyli od panowania króla Stanisława Augusta Poniatowskiego.
Strofa stanisławowska występuje w najbardziej znanym utworze sentymentalistycznym, sielance Laura i Filon Franciszka Karpińskiego:
Nie będę sobie warkocz trefiła,
Tylko włos zwiążę splątany;
Bobym się bardziej jeszcze spóźniła,
A mój tam tęskni kochany.
Adam Tadeusz Naruszewicz użył jej w wierszu Do astronoma:
Wszystkieś wyprawił myśli do góry:
Tam dowcipnego cel smaku;
Dziwisz się cudom obcej natury,
A swojej nie znasz, prostaku!
Strofę stanisławowską wykorzystywali Jakub Jasiński, Tomasz Kajetan Węgierski i Franciszek Dionizy Kniaźnin.
Klasyczną strofą stanisławowską Adam Mickiewicz napisał ballady Świtezianka i Alpuhara z Konrada Wallenroda. Strofy rozszerzonej użył w utworach Świteź (ballada), Powrót taty, Do przyjaciół i To lubię. Obie wersje zwrotki jednocześnie zastosował w dwuczęściowym utworze Renegat.
W poezji współczesnej strofa stanisławowska występuje bardzo rzadko. Władysław Broniewski użył jej w wierszu Malaria.